# Borredà
Borredà (spanisch Borredá) ist ein Ort und eine Gemeinde (municipi) mit 419 Einwohnern (Stand: 2024) in der Comarca Berguedà in der Provinz Barcelona in der Autonomen Region Katalonien.

## Lage
Der Ort Borredà liegt in einer Höhe von etwa 850 Metern in den südlichen Ausläufern der Pyrenäen in der Comarca Berguedà im Norden Kataloniens. Die Stadt Manresa liegt etwa 68 Kilometer (Fahrtstrecke) südlich; Berga, der Hauptort der Comarca, befindet sich etwa 20 Kilometer südwestlich.

## Bevölkerungsentwicklung
| Jahr      | 1960 | 1970 | 1981 | 1991 | 2001 | 2011 | 2021 |
| Einwohner | 761  | 597  | 488  | 446  | 499  | 584  | 459  |

In der zweiten Hälfte des 19. Jahrhunderts lag die Zahl der Einwohner der Gemeinde zeitweise bei über 1.000. Seitdem ist aufgrund der zunehmenden Mechanisierung der Landwirtschaft und der sukzessiven Schließung kleinerer Textilmanufakturen ein kontinuierliches Absinken der Bevölkerungszahlen zu verzeichnen.

## Wirtschaft
Früher lebten die Einwohner hauptsächlich als Selbstversorger von der Landwirtschaft, zu der auch der Anbau von Wein und die Haltung von Vieh (v. a. Rinder, Schweine, Schafe und Ziegen) gehörte. Bereits im ausgehenden Mittelalter fungierte Bagà auch als handwerkliches und merkantiles Zentrum für die Dörfer und Einzelgehöfte (masies) in der Umgebung. Seit dem 18. Jahrhundert waren auf dem Gemeindegebiet mehrere kleine Textilmanufakturen ansässig, die ihre Produktion jedoch sukzessive seit den 1960er Jahren eingestellt haben. Stattdessen spielt der Tourismus in Form der Vermietung von Ferienwohnungen (cases rurals) eine nicht unbedeutende Rolle für die Einnahmen der Bevölkerung.

## Geschichte
Aus prähistorischer, iberischer, römisch-antiker, westgotischer und islamischer Zeit sind bislang keine Siedlungsspuren nachgewiesen. Von einer Rückeroberung (reconquista) der Region kann kaum die Rede sein, da sie nahezu verlassen war. Im Mittelalter standen Kirche und Ort lange Zeit unter der Grundherrschaft (senyorio) des Klosters Santa Maria de Ripoll.

## Sehenswürdigkeiten

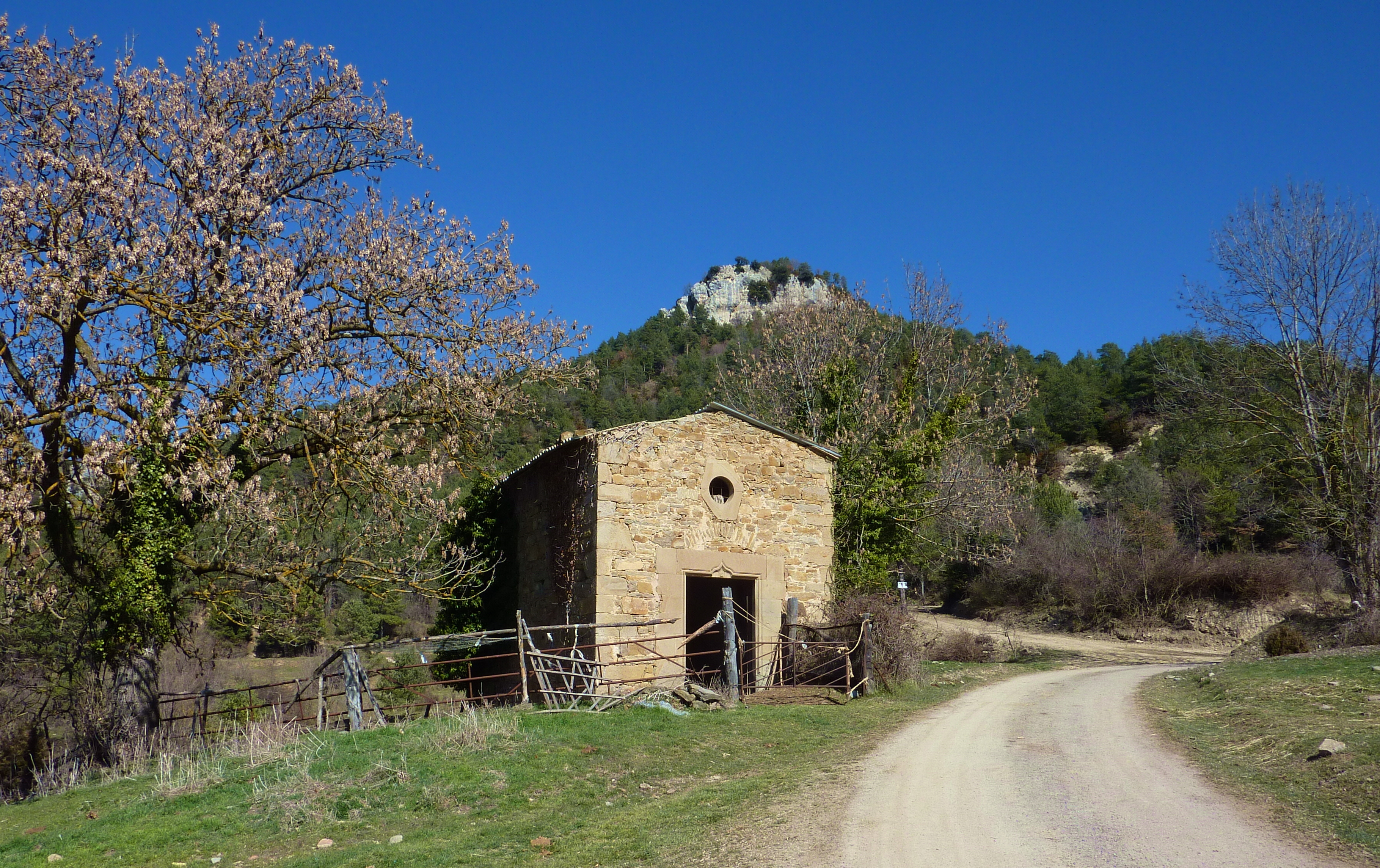
Capilla La Mercè

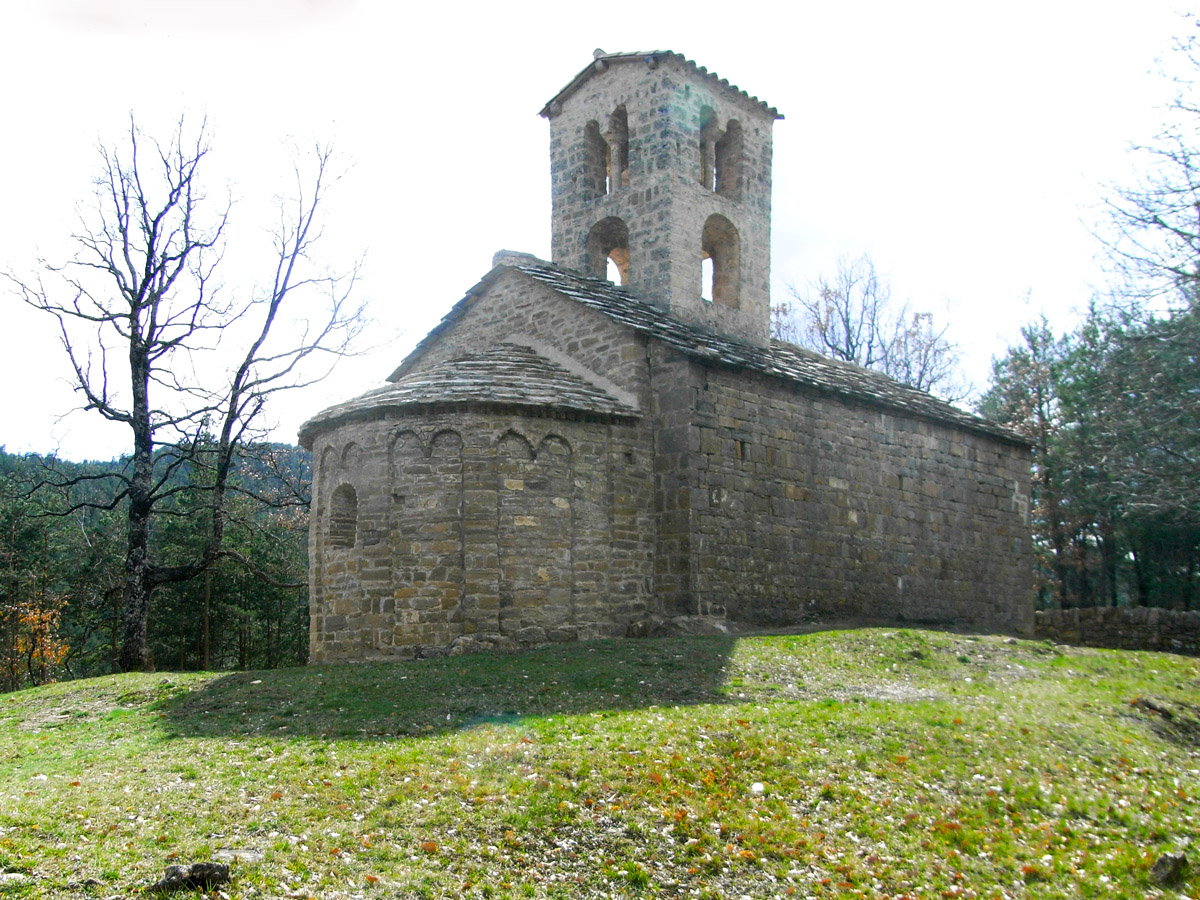
Sant Sadurní de Rotgers

- Die Pfarrkirche Santa Maria hatte bereits im 9. Jahrhundert einen Vorgängerbau, der jedoch beim Neubau der Kirche im 11. Jahrhundert abgerissen wurde. Von der romanischen Kirche existieren noch Teile, doch wurde der Bau im 18. Jahrhundert auf drei Schiffe erweitert; des Weiteren stammen die Portaleinfassung und der Glockenturm (campanar) aus dieser Zeit.
- Die kleine Kapelle La Mercè stammt aus dem 18. Jahrhundert; sie befindet sich jedoch in einem ruinösen Zustand.
- Die romanische Kirche Sant Sadurní gehörte ehemals zum längst verlassenen Ort Rotgers. Das Äußere des schlichten Bauwerks ist – bis auf die mit Lisenen und einem abschließenden Rundbogenfries gegliederte Apsis – vollkommen schmucklos. Der zweigeschossige Glockenturm wurde nachträglich aufgesetzt und zeigt im oberen Teil Biforienfenster (auch ajimez) mit kleinen Mittelsäulchen.
- Auch das Dorf Salselles ist verschwunden. Die Ruine der in der Barockzeit weitgehend neugebauten Kirche steht allerdings noch.
- Die romanische Kapelle Sant Esteve de Comià hat einen zweigeteilten Glockengiebel (espadanya).
- Von der romanischen Kapelle Sant Martí de Boatelle stehen ebenfalls nur noch Ruinen.